# Камуньяно
Камуньяно (італ. Camugnano) — муніципалітет в Італії, у регіоні Емілія-Романья,  метрополійне місто Болонья.
Камуньяно розташоване на відстані близько 280 км на північний захід від Рима, 45 км на південний захід від Болоньї.
Населення — 1936 осіб (2014).

## Демографія
Населення за роками:

Станом на 1 січня 2023 року в муніципалітеті офіційно проживало 76 іноземців з 17 країн, серед них 42 громадяни країн Євросоюзу та 1 громадянин України.

## Сусідні муніципалітети
- Кантагалло
- Кастель-ді-Казіо
- Кастільйоне-дей-Пеполі
- Гриццана-Моранді
- Самбука-Пістоїєзе
- Верніо